# Lajos Csernátony
Lajos Csernátony, cunoscut și ca Lajos Cseh, (n. 21 august 1823, Cluj, Imperiul Austriac – d. 4 martie 1901, Budapesta, Austro-Ungaria) a fost un jurnalist și om politic maghiar, care a fost secretarul lui Lajos Kossuth în timpul Revoluției Maghiare de la 1848.

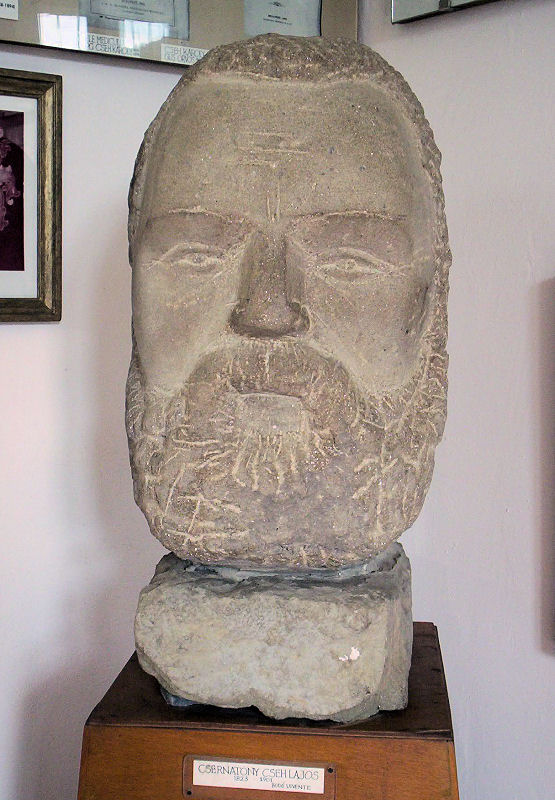
Capul lui Lajos Csernátony din Muzeul Etnografic „Haszmann Pál” din Cernat

## Biografie
Provenea dintr-o familie nobiliară din Transilvania. După începerea Revoluției Maghiare la 15 martie 1848, Csernátony a fost principalul redactor al ziarului de orientare radicală Marczius Tizenötödike  editat de Albert Pálfy. În afară de activitatea sa la ziar, el a lucrat începând din noiembrie 1848 ca secretar al lui Lajos Kossuth și secretar al Comitetului de Apărare Națională. Articolelele extremiste republicane scrise de el au produs deseori dezbateri aprinse în cadrul conducerii guvernului revoluționar. Ziarul și-a exprimat în mod repetat dezacordul față de poziția guvernului și i-a atacat, în plus, pe Lajos Kossuth și pe alți conducători ai Revoluției Maghiare. Situația neplăcută pentru Kossuth a fost rezolvată în cele din urmă prin demisia lui Csernátony în februarie 1849, la cererea lui Kossuth, din funcția de secretar al Comtetului de Apărare Națională. Ziarul Marczius Tizenötödike  a fost interzis de guvernul revoluționar maghiar pe 8 iulie 1849.

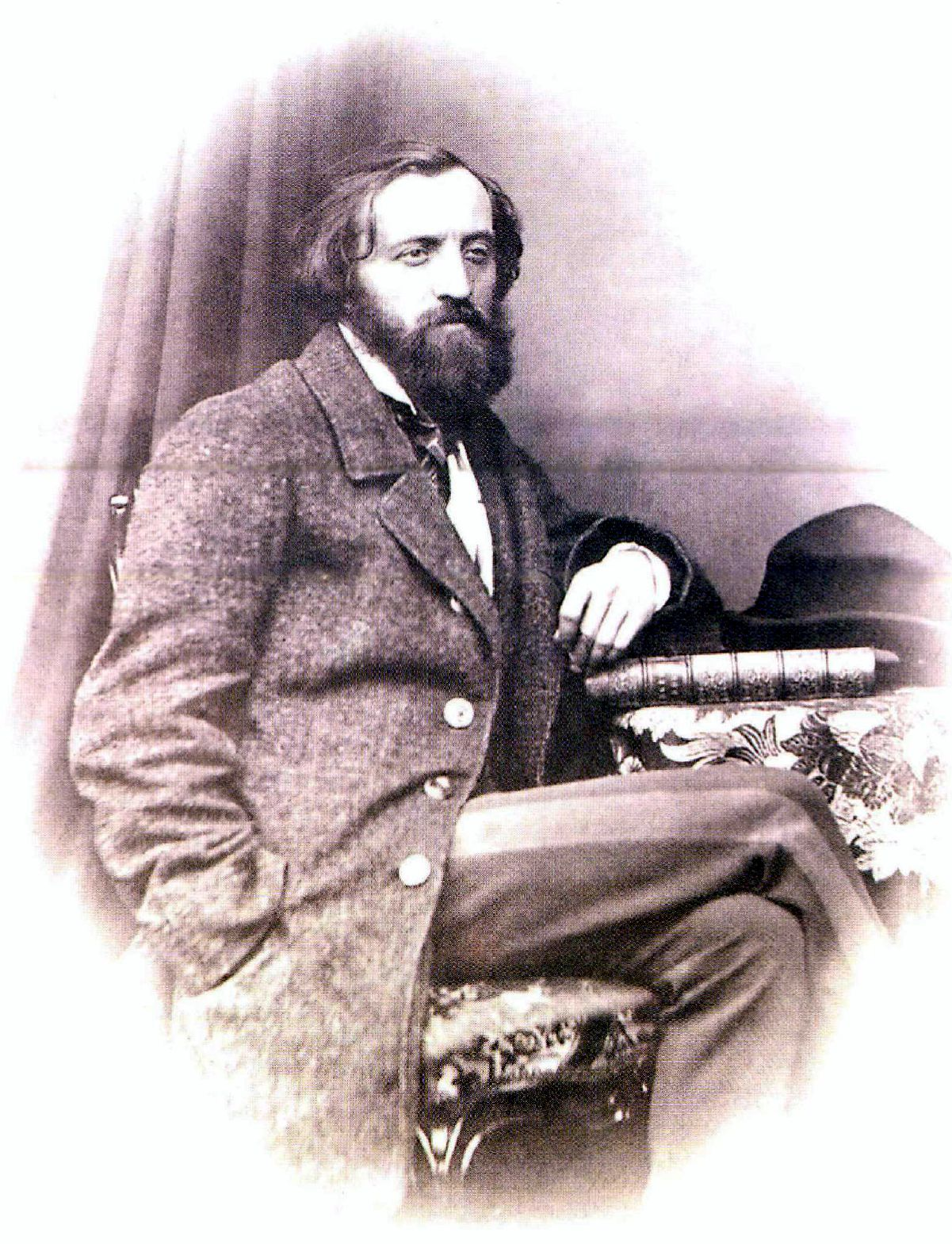
Lajos Csernátony în 1857

Lajos Csernátony se afla deja la Paris în momentul capitulării de la Șiria. Generalul Haynau l-a confundat, din cauza asemănării numelui, cu funcționarul guvernamental maghiar Menyhért Csernus, care a fost condamnat la moarte și spânzurat pe 24 octombrie 1849 în fața Noii Clădiri (Újépület) din Pesta. Csernátony a colaborat la Paris cu poliția secretă austriacă, dar, cu toate acestea, a fost condamnat la moarte în contumacie pe 22 septembrie 1851, iar o plăcuță cu numele lui a fost spânzurată de un copac. Întra anii 1851 și 1860 a trăit în Anglia, iar în 1853, pentru o scurtă perioadă, s-a aflat în Statele Unite ale Americii. În perioada emigrației a colaborat la mai multe ziare străine – paris National Evenement din Paris, Presse, New York Times, Morning Star din Londra și s-a familiarizat cu instrumentele jurnalismului modern, pe care le-a folosit în mod eficient după întoarcerea în patrie. Din 1860 a trăit în Italia, fiind pentru un ostatic al Legiunii Maghiare din Italia.
În 1867 a fost amnistiat și s-a putut întoarce în Ungaria. După ce s-a întors acasă, a devenit unul dintre cei mai activi ziariști din presa maghiară. Între 1867 și 1869 a fost redactor-șef al cotidianului A Hon, apoi între 1869 și 1877 a fost director fondator al ziarului Ellenőr și mai târziu redactor-șef al ziarului Magyar Nemzet (fondat în 1882 prin fuziunea cotidianelor A Hon cu Ellenőr). Stilul ofensiv spiritual practicat de el a reprezentat o nouă direcție în jurnalismul politic maghiar. El a fost inițiatorul primului eveniment sportiv intern. După reîntoarcerea în Ungaria, a devenit un prieten apropiat al omului politic Kálmán Tisza, care a deținut timp de 15 ani funcția de prim-ministru. Între anii 1869 și 1901 a fost membru al Parlamentului Ungariei mai întâi ca reprezentant al partidului de centru-stânga și apoi al Partidului Liberal. A lăsat aproximativ douăsprezece mii de coroane Casei de Pensii a Jurnaliștilor Maghiari.

## Legături externe
- Hermann Róbert: A „Marczius Tizenötödike” betiltása – Bukás előtt botlás